# نكو

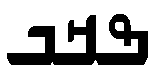

نكو (ߒߞߏ) هو نظام كتابة اخترعه سولومانا كانتي عام 1949 كنظام كتابة للغات الماندنغية في غرب إفريقيا، ويستعمل كلغة أدبية معيارية للغات التي تستخدم هذا النظام في كتابتها. كلمة «نكو» تعني «أنا أقول» في لغة ماندنغ.
يشبه نظام الكتابة هذا الأبجدية العربية وخاصة اتجاه الكتابة من اليمين إلى اليسار والأحرف المتصلة.

## تاريخها
اخترع كانتي نظام نكو ردًا على ما شعر به من معتقدات مفادها أن الأفارقة شعبٌ عديم الثقافة بسبب الافتراضات بعدم وجود نظام كتابة أفريقي أصلي للغاتهم؛ هناك قصة رويت على نطاق واسع وهي أن كانتي كان غاضبًا من مقال كتبه صحفي لبنانيّ، قارن فيه اللغات الأفريقية بلغات الطيور، التي يستحيل نسخها".

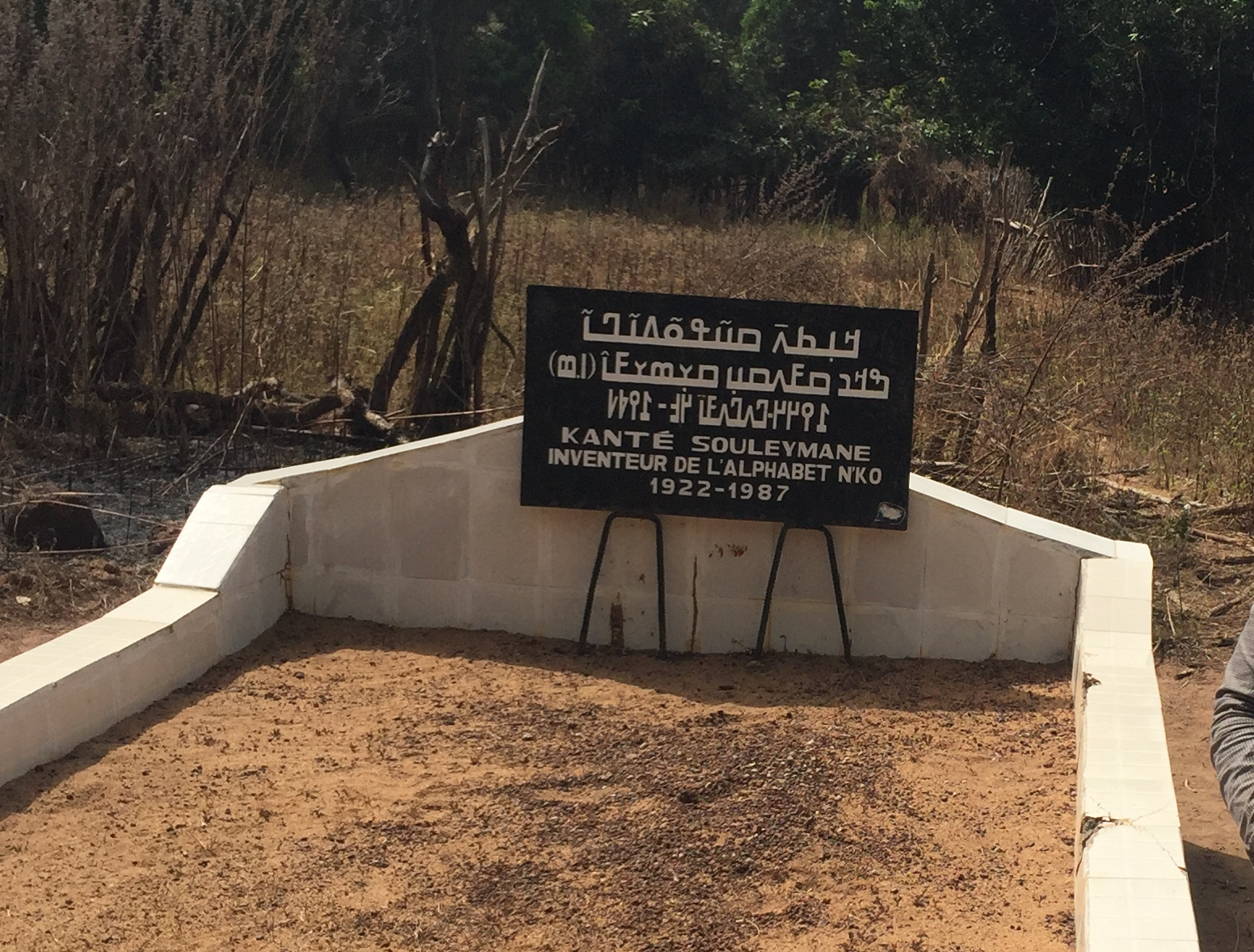
قبر سولومونا كانتي كتب عليه بالفرنسية: سولومونا كانتي مخترع أبجدية نكو.

ابتكر كانتي نكو عندما كان في بينجرفيل، بكوت ديفوار ثم عاد بها لاحقًا إلى مسقط رأسه في كانكان، غينيا.
بدأ استخدام نكو في العديد من الكتب التعليمية عندما انتهى من النص في 14 أبريل 1949 (أي أبجدية نكو اليوم). كان كانتي قد نسخ من الأدب الديني إلى الأدب العلمي والفلسفي، ووضع لها حتى قاموساً. قدمت هذه المواد كهدايا إلى الأجزاء الأخرى الناطقة بلغات الماندينغي في غرب إفريقيا.
صنعت أول آلة كاتبة مخصصة لكتابة نكو في أوروبا الشرقية، عندما كانت تربط غينيا علاقات وثيقة بالاتحاد السوفيتي في خمسينيات القرن الماضي.
أدى اختراع نظام الكتابة نكو إلى حركة تروج لمحو الأمية في نص نكو بين المتحدثين بلغات الماندينغي سواء من الناطقين بالإنجليزية أو الفرنسية في غرب إفريقيا. أدت حركة محو الأمية في نكو في تشكيل هوية مانينكية ثقافية في غينيا، كما أنها عززت هوية الماندينغ في أجزاء أخرى من غرب أفريقيا.

## الاستعمال الحالي
اعتبارًا من عام 2005، استخدمت بشكل أساسي في غينيا وساحل العاج (على التوالي من قبل المتحدثين باللغتان المانينكية والديولية) وتستخدم في مالي (بواسطة متحدثي البمبرية).

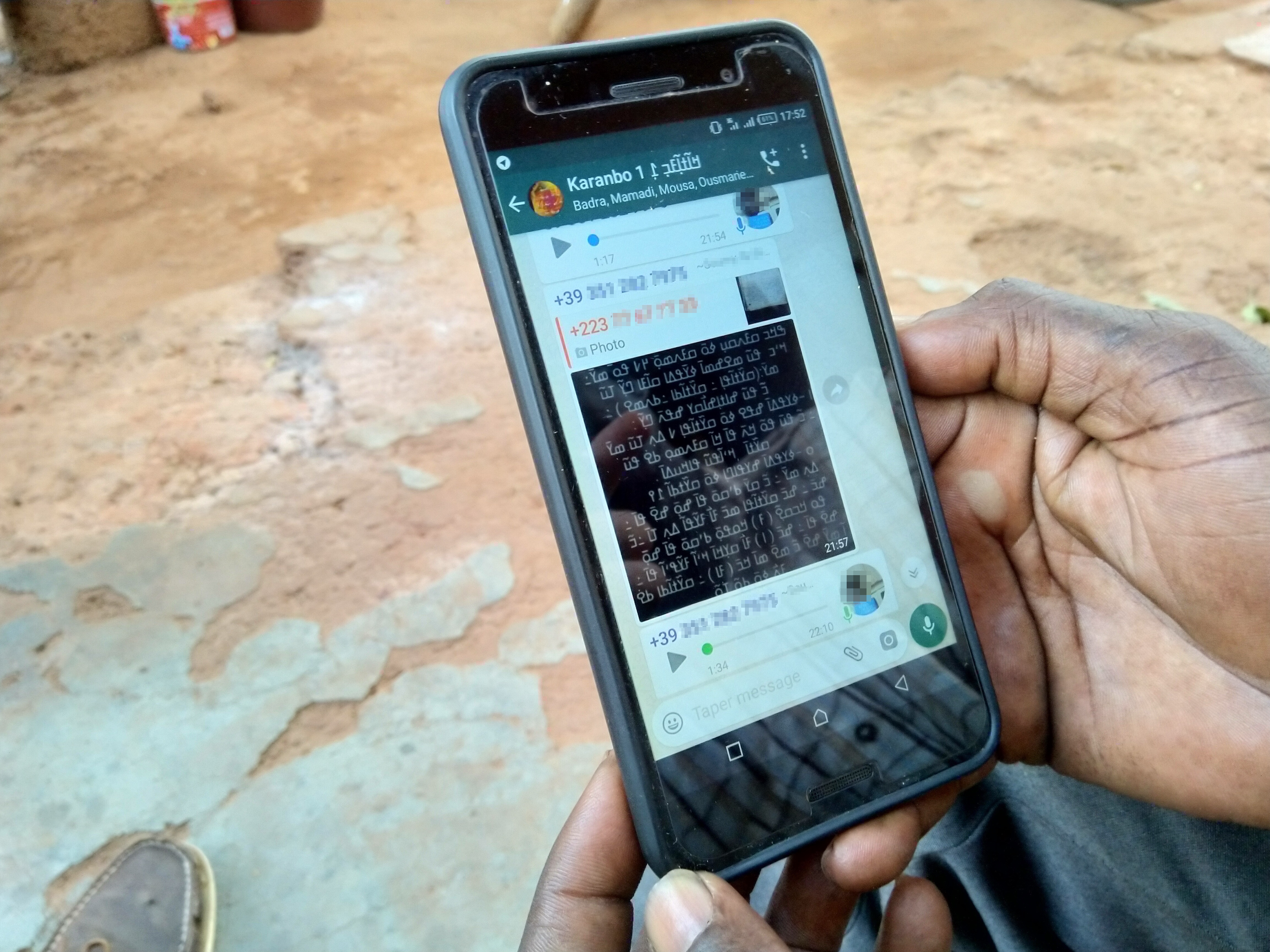
كتابة نكو في الهواتف الذكية وتستعمل للمراسلة عبر واتساب

تشمل المطبوعات المنشورة ترجمة للقرآن ومجموعة متنوعة من الكتب المدرسية حول مواضيع مثل الفيزياء والجغرافيا والأعمال الشعرية والفلسفية ووصفات الطب التقليدي وقاموس والعديد من الصحف المحلية. على الرغم من أن نكو تدرس بشكل غير رسمي في الغالب من خلال جمعيات نكو لتعزيز محو الأمية، فقد أدخلت نكو مؤخرًا في التعليم الرسمي من خلال المدارس الابتدائية الخاصة في إقليم غينيا العليا. صنفت على أنها من أنجح أنظمة الكتابة في غرب إفريقيا.
تستخدم نكو عمومًا كلغة أدبية أو وسجل أدبي، يُطلق عليه كانجبي (حرفيًا «لغة واضحة»)، والتي يُنظر إليها على أنه لهجة معيارية بين لغات الماندينغي. على سبيل المثال، كلمة «الاسم» في بامانان هي tɔgɔ(أيتوگو) وفي المانينكية هي tɔɔ . أما في نكو فالكلمة مكتوبة بشكل واحد فقط، لكن الأفراد يقرأون وينطقون الكلمة بلغتهم الخاصة. والقصد من هذا السجل الأدبي أن يكون «لغة كونيه» تمزج عناصر من لغات الماندينغ الرئيسية، والتي يمكن فهمها بشكل متبادل، ولكن بها تأثير مانينكية قوي جدًا.
هنالك أيضًا استخدام موثق لنكو، لكن مع علامات تشكيل إضافية، للكتابات الدينية التقليدية في لغتي يوربا والفون في بنين وجنوب غرب نيجيريا.

## الأحرف
تتكتب أبجدية نكو من اليمين إلى اليسار وتكون الأحرف متصلة مع بعضها البعض.

### أحرف صوتية
| ‎ɔ‏ | ‎o‏ | ‎u‏ | ‎ɛ‏ | ‎i‏ | ‎e‏ | ‎a‏ |
| ߐ | ߏ | ߎ | ߍ | ߌ | ߋ | ߊ |
|   |   |   |   |   |   |   |

### أحرف ساكنة
| ra | da | cha | ja | ta  | pa | ba  |
| ߙ  | ߘ  | ߗ   | ߖ  | ߕ   | ߔ  | ߓ   |
|    |    |     |    |     |    |     |
| ma | la | ka  | fa | gba | sa | rra |
| ߡ  | ߟ  | ߞ   | ߝ  | ߜ   | ߛ  | ߚ   |
|    |    |     |    |     |    |     |
| n' |    | ya  | wa | ha  | na | nya |
| ߒ  |    | ߦ   | ߥ  | ߤ   | ߣ  | ߢ   |
|    |    |     |    |     |    |     |

## وصلات خارجية
- معهد نكو
- تعريف بلغة نكو
- القرآن بلغة نكو